# 씨에스리더
2001년 7월 1일 LG텔레콤 수도권 고객센터가 분사하여 설립된 회사로서 고객접점 상담 운영이 주된 업무이다.
2004년 12월 (구)LG텔레콤에서 지분 100%를 인수하면서 LG그룹 계열사로 편입되었다. LG전자 및 LG홈쇼핑(GS홈쇼핑), LG패션등 LG그룹 계열사 고객 상담이나 고객 센터 운영을 대행했으며, LG파워콤이 LG그룹 계열사로 편입된 이후 LG유플러스에 합병되기 전까지 LG파워콤의 고객 상담 업무도 수행했다.
주식회사 씨에스리더는 서울특별시 강남구 선릉로 635 (논현동)에 본사를 두고 있으며, 2015년 현재 자본금 4억, 매출 약 469억이고, 1239명의 임직원이 재직 중이다.

## 같이 보기
- LG텔레콤
- LG그룹